# 로열그라마
로열그라마(학명: Gramma loreto)는 세계적으로 관상어로 널리 사육되는 암초성 바닷물고기의 일종으로, 그람마과 그람마속에 속한다. 머리와 몸통 부분의 비늘은 선명한 보라색, 꼬리 부분은 노란색을 띤다. 주로 플랑크톤을 섭취한다.